# Neutrínóoszcilláció
A neutrínóoszcilláció egy kvantummechanikai jelenség, mely során a neutrínó háromfajta íze (elektron, müon, tau) átalakul egymásba.
A jelenséget a japán Super-Kamiokande neutrínóobszervatórium fedezte fel, majd a kanadai Sudbury Neutrínó Obszervatórium megerősítette.
A jelenség magyarázatot ad a napneutrínó-problémára. A jelenség választ ad arra is, hogy van-e a neutrínóknak nyugalmi tömegük. Mivel oszcilláció csak tömegkülönbség esetén jöhet létre, ezért legalább az egyik fajta neutrínónak kell lennie tömegének.

## Elméleti alapok
Két feltevés szükséges. Először is a neutrínóknak különböző tömegűeknek kell lenniük, másodszor a gyenge kölcsönhatás szempontjából a tömeg-sajátállapotoknak keveredniük kell (hasonlóan a kvarkszektorbeli CKM-keveredéshez). A következő közelítő képletet írhatjuk fel az elektronneutrínó és a müonneutrínó keveredésére fénysebességhez nagyon közeli (ultrarelativisztikus) esetben:
{\displaystyle P(\nu _{e}\rightarrow \nu _{\mu })=\sin ^{2}\left({\frac {\Delta (m^{2})L}{4E_{\nu }}}\right)\cdot \sin ^{2}\left(2\Theta _{m}\right)}
Itt {\displaystyle L} a neutrínók által megtett távolság, {\displaystyle \Theta _{m}} az ízek keveredési szöge és {\displaystyle \Delta m^{2}} az ízek tömegnégyzetének a különbsége.
A neutrínóoszcilláció szolgáltatja az első újabb részletet a fizikában a standard modell kialakulása óta. A standard modell szerint a neutrínóknak nincs tömegük, ezáltal (négyzetes) tömegkülönbségük sem, vagyis csak balkezes részecskék léphetnek fel benne. A neutrínók viszont – ez a neutrínóoszcillációból megállapítható – mégis rendelkeznek tömeggel, tehát létezhetnek jobbos neutrínók is. Az elektrogyenge kölcsönhatás csak a balkezes részecskékre hat, tehát a jobbkezes neutrínókra (a gravitáción kívül) semmilyen kölcsönhatás sem (steril neutrínók, WIMPek).